# Jan Krzyżanowski
Jan Krzyżanowski (ur. 25 kwietnia 1939 w Krakowie) – polski aktor filmowy i teatralny.

## Życiorys
W 1963 roku ukończył studia na Wydziale Aktorskim PWST w Krakowie. W tym samym roku miał miejsce debiut teatralny aktora. Był aktorem krakowskich teatrów Teatru Rozmaitości (1963–1966), Teatru im. Juliusza Słowackiego (1966–1974) oraz warszawskiego Teatru Studio (1984–1988). Od 1974 do 1984 oraz od 1988 do 2004 pracował w Starym Teatrze w Krakowie.
Jego żoną była Teresa Budzisz-Krzyżanowska.

## Filmografia
- 2010: Mistyfikacja jako Witold, mąż Czesławy Oknińskiej
- 2005: Karol. Człowiek, który został papieżem jako ojciec Józka
- 1994: Śmierć jak kromka chleba jako oficer WP
- 1985: Zaproszenie jako Tadeusz
- 1983: Przeznaczenie jako mąż Laury
- 1980: Constans jako taternik
- 1980: W biały dzień jako dziennikarz na procesie „Koraba”
- 1978: Osiemdziesięciu huzarów
- 1978: Biały mazur jako pomocnik komisarza Kostrzewskiego
- 1978: Sto koni do stu brzegów jako oficer AK wysyłający Majera
- 1977: Akcja pod Arsenałem
- 1977: Śmierć prezydenta jako Kazimierz Sosnkowski
- 1976: Ocalić miasto jako Marian Nowacki
- 1975: Znikąd donikąd
- 1975: Cdn jako Aleksander, były partner Elżbiety

Źródło: Filmpolski.pl.

## Seriale
- 1995: Odjazd jako przewodniczący komisji weryfikacyjnej
- 1982: Blisko, coraz bliżej jako kapitan francuski (gościnnie)
- 1982: Życie Kamila Kuranta jako kapitan
- 1980: Z biegiem lat, z biegiem dni… jako socjalista Janek, miłość Misi Chomińskiej
- 1979: Gazda z Diabelnej jako porucznik
- 1978: Układ krążenia jako dyrektor PGR (odc. 5)
- 1976: Polskie drogi jako kapitan Tadeusz Miszczyk (odc. 1)
- 1975: Trzecia granica jako Ladislav Matuska, znajomy Bukowiana

Źródło: Filmpolski.pl.

## Spektakle telewizyjne
- 1999: Miarka za miarkę jako redaktor
- 1998: Tak zwana ludzkość w obłędzie jako kapitan Bublikow
- 1991: Hamlet IV jako duch ojca Hamleta
- 1990: Śmierć
- 1989: Ryszard III jako lord
- 1983: Dziady jako literat I
- 1980: Wieczór z nieznajomym jako kolega Charlesa
- 1979: Epilog jako Seweryn Goszczyński
- 1979: Epizod jako dziennikarz
- 1978: Lorenzaccio jako Messer Maurizio
- 1978: Wesołe kumoszki z Windsoru jako Nym
- 1977: W gipsie jako Martin
- 1974: O królu Kalasantym, Hanusi i zaczarowanym królewiczu jako narrator, pustelnik, królewicz, echo
- 1973: Eskurial jako kat
- 1973: Niebezpiecznie panie Mochnacki jako sekretarz
- 1973: Skandal w Hellbergu jako Rudi Hagen
- 1973: Tajemnica dziadkowego skarbu
- 1972: Wielki testament jako pokutnik
- 1970: Opowieść o szlachetnym Gotfrydzie
- 1965: Barbara Radziwiłłówna

Źródła: Filmpolski.pl, Encyklopedia Teatru.